# Anikó Kapros
Anikó Kapros (ur. 11 listopada 1983 w Budapeszcie) – węgierska tenisistka, reprezentantka kraju w Fed Cup, olimpijka z Aten (2004).

## Kariera tenisowa
Startując w gronie juniorek zwyciężyła w Australian Open 2000 w grze pojedynczej i podwójnej dziewcząt. W deblu grała wspólnie z Christiną Wheeler. Razem z Wheeler została także finalistką US Open 2000.
W latach 2000–2010 występowała jako tenisistka zawodowa.
Grała prawą ręką, używając oburęcznego bekhendu. Wygrała dwa turnieje singlowe i pięć deblowych z cyklu rozgrywek ITF. Największy sukces w seniorskich występach wielkoszlemowych odniosła w Australian Open 2004, gdzie dotarła do czwartej rundy. Jest finalistką jednego turnieju o randze WTA Tour, w Tokio, który przegrała z Mariją Szarapową. W maju 2004 klasyfikowana na 44. miejscu na liście światowej.
W latach 2001–2003 i 2010 reprezentowała Węgry w Fed Cup rozgrywając 9 meczów, z których w 3 triumfowała.
W 2004 roku zagrała w konkurencji gry podwójnej na igrzyskach olimpijskich w Atenach odpadając w pierwszej rundzie, partnerując Melindzie Czink.

### Wygrane turnieje rangi ITF
| turnieje z pulą nagród 100 000 $ |
| turnieje z pulą nagród 75 000 $  |
| turnieje z pulą nagród 50 000 $  |
| turnieje z pulą nagród 25 000 $  |
| turnieje z pulą nagród 15 000 $  |
| turnieje z pulą nagród 10 000 $  |

#### Gra pojedyncza
|    | Data       | Turniej    | Kat. | ($)    | Naw.   | Finalistka    | Wynik    |
| 1. | 04/02/2001 | Clearwater | ITF  | 25 000 | twarda | Alina Żydkowa | 6:3, 6:2 |
| 2. | 28/05/2006 | Pekin      | ITF  | 50 000 | twarda | Xie Yanze     | 6:4, 6:2 |

### Finały juniorskich turniejów wielkoszlemowych

#### Gra pojedyncza (1–0)
| Końcowy wynik | Rok  | Turniej         | Nawierzchnia | Przeciwniczka               | Wynik finału  |
| Zwyciężczyni  | 2000 | Australian Open | Twarda       | María José Martínez Sánchez | 6:2, 3:6, 6:2 |

#### Gra podwójna (1–1)
| Końcowy wynik | Rok  | Turniej         | Nawierzchnia | Partnerka         | Przeciwniczki                     | Wynik finału  |
| Zwyciężczyni  | 2000 | Australian Open | Twarda       | Christina Wheeler | Lauren Barnikow Erin Burdette     | 6:3, 6:4      |
| Finalistka    | 2000 | US Open         | Twarda       | Christina Wheeler | Gisela Dulko María Emilia Salerni | 6:3, 2:6, 2:6 |